# Тутукин, Пётр Васильевич
Пётр Васильевич Тутукин (1819—1900) — художник, академик Императорской Академии художеств. Старший хранитель Императорского Эрмитажа.

## Биография
Вольноприходящий ученик Императорской Академии художеств (1844—1851). В 1847 г. получил малую серебряную медаль. Был удостоен звания неклассного художника перспективной живописи (1851). Признан «назначенным в академики» (1855). Присвоено звание академика (1857) за «Вид залы большого павильона в Императорском Эрмитаже». Был хранителем картинной галереи Императорского Эрмитажа.
Жил в Петербурге. Хранитель картинной галереи Императорского Эрмитажа.
… академик Тутукин — один из хранителей Эрмитажа. Пётр Васильевич Тутукин был как бы необходимая часть Эрмитажа. Он был один из старейших служащих его, остаток былых времен, времен николаевских. В те времена ему, наверное, было лет семьдесят. Элегантный, как маркиз, совершенно белый, шаркающий маленькими ножками, маленький старичок в вицмундире, со всеми был отменно любезен, добр, благожелателен. 
Когда-то давно, на заре своей художественной жизни, он рисовал перспективу Помпейской галереи Эрмитажа. Однажды утром он сидел за мольбертом, погруженный в свое кропотливое художество, и услышал сзади себя шаги. Шаги величественно-мерно приближались к нему. Какое-то непонятное волнение заставило молодого Тутукина подобраться, и он, не изменяя позы, затаив дыхание, продолжал свое дело. Шаги смолкли. Некто остановился сзади художника, волнение которого возрастало с каждой секундой. Дыхание как бы остановилось. Он чувствует, как некто наклоняется над ним, слышно его дыхание... Ухо ощутило прикосновение острого конца уса... Сердце бьется, бьется. В этот момент некто произносит: "Молодец!" Шаги снова раздались. Пётр Васильевич поднимает отяжелевшие веки от своей перспективы и видит величественную фигуру удаляющегося императора Николая Павловича. Случай скоро стал известен Молодого художника заметили, стали его приглашать давать уроки в высокопоставленные дома. И он, такой приятный, скромный, обязательный, стал делать свою петербургскую карьеру художника, закончившуюся долголетним пребыванием старшим хранителем императорского Эрмитажа. Умер П. В. Тутукин глубоким стариком, и кто в те времена не знал и не любил этого милого, совершенно седого старичка, галантно шаркающего ножками по великолепным паркетам эрмитажных зал...М. В. Нестеров Воспоминания
Похоронен на Волковском кладбище Санкт-Петербурга.
Среди известных произведений: «Вид залы большого павильона Императорского Эрмитажа» (1857), «Комната в Троицком подворье в Петербурге», «Лестница в доме Л. И. Лазарева в Петербурге»; писал иконы для различных храмов.

## Галерея

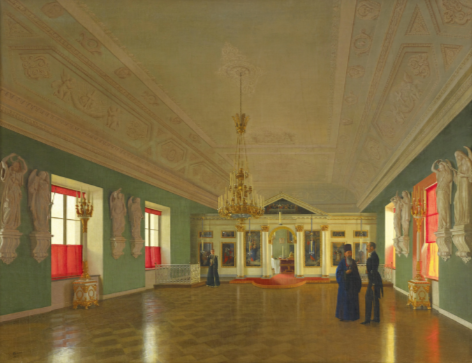
Вид Александро-Невской церкви Аничкова дворца в Санкт-Петербурге
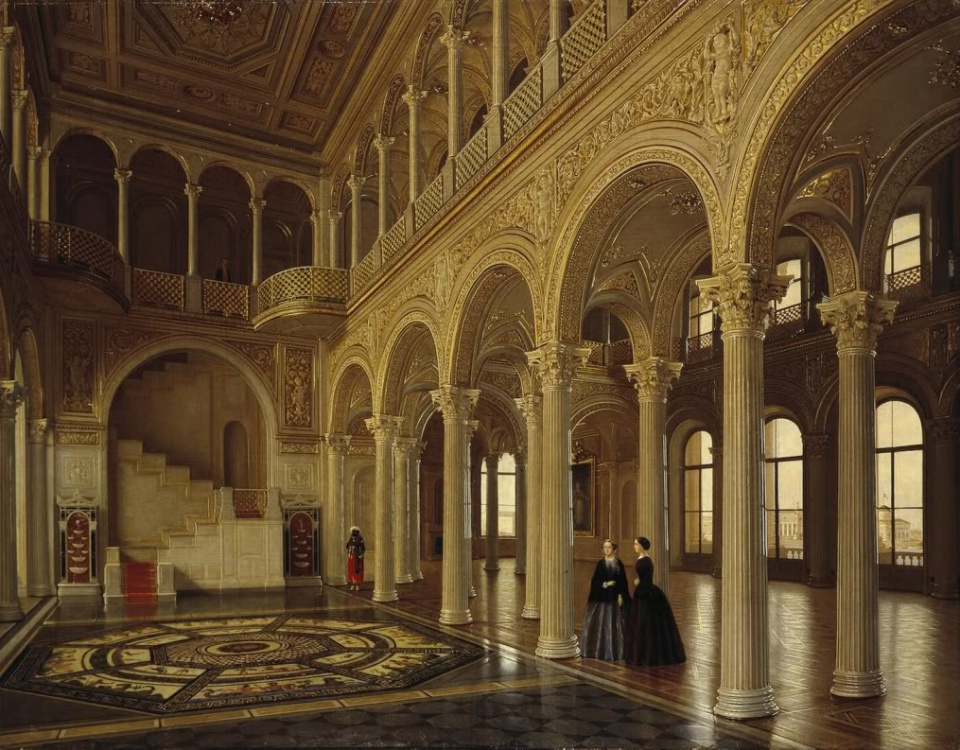
Виды залов Зимнего дворца. Павильонный зал
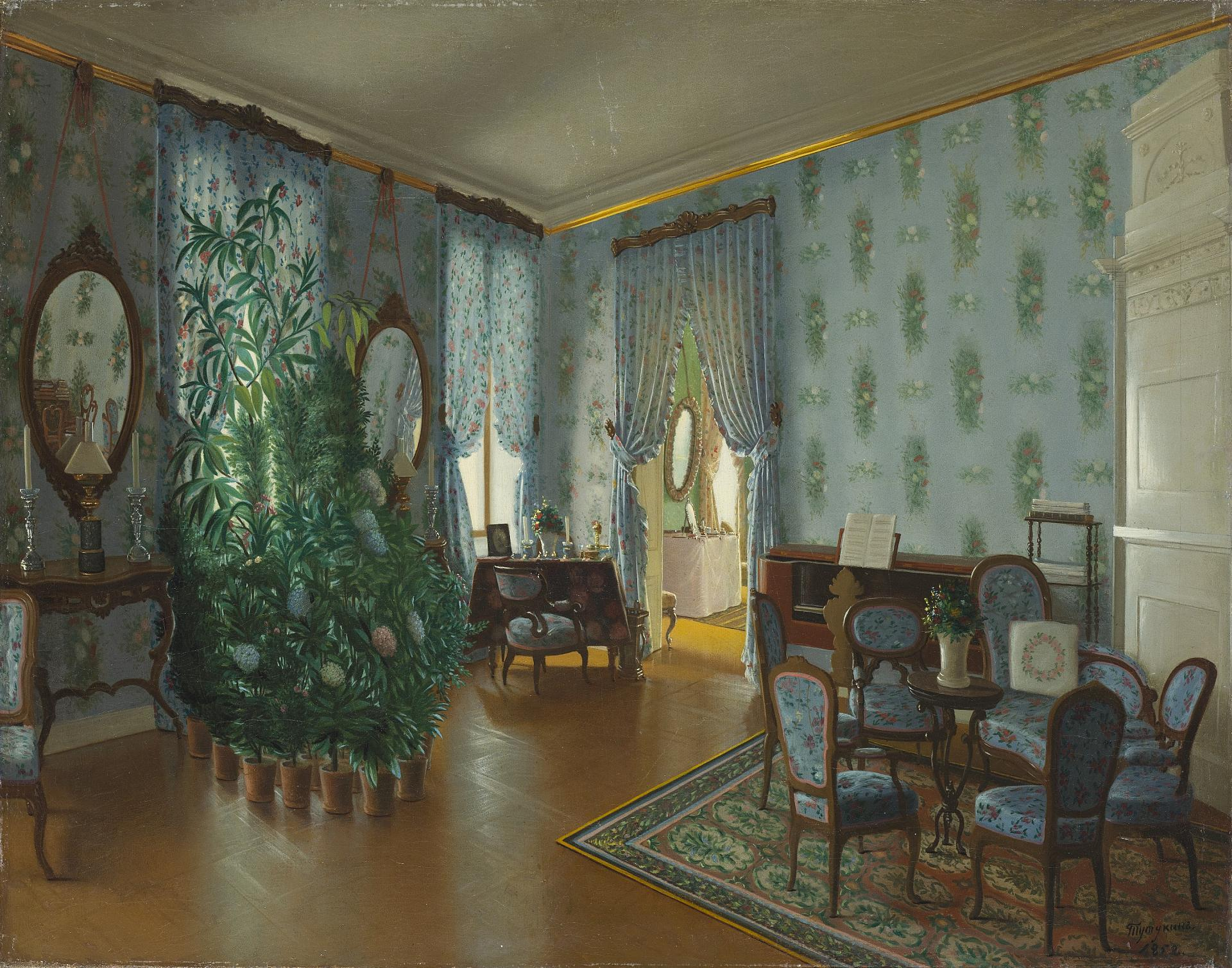
Гостиная (1852)
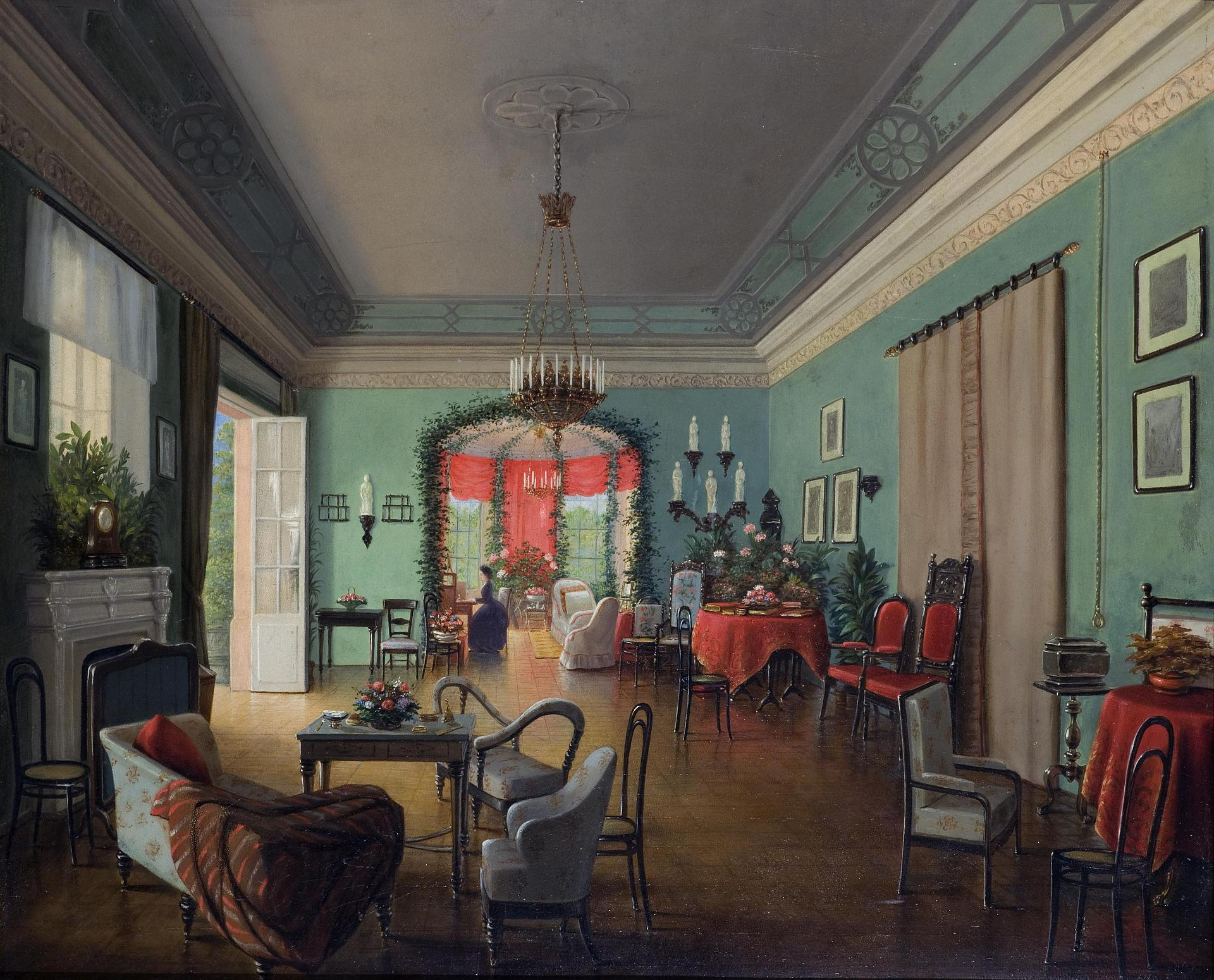
Гостиная (1874)